# Tranvia di Monreale
La tranvia di Monreale era una linea tranviaria interurbana a scartamento ridotto metrico, con un tratto del suo percorso a funicolare, a trazione elettrica a corrente continua. Venne dismessa nel 1946.

## Storia

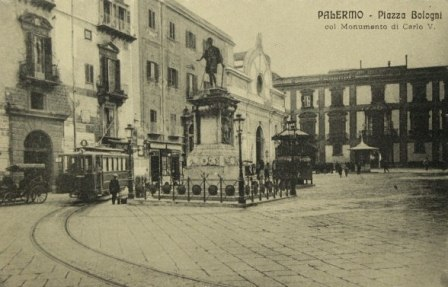
Capolinea di Piazza Bologni

La Società Sicula Tramways e Omnibus, che assunse la gestione della tranvia funicolare, era stata costituita a Palermo il 23 aprile 1874 con lo scopo di organizzare nella città i primi tram e omnibus a trazione ippica.
Parte della rete urbana aveva iniziato ad essere trasformata a trazione elettrica a partire dal 24 maggio del 1889; la prima linea tranviaria ad avere la trazione elettrica fu proprio quella tra piazza Bologni e Rocca di Monreale, borgata palermitana posta a 115 m s.l.m., ai piedi del famoso centro di Monreale che era meta di un notevole flusso turistico in virtù del suo famoso duomo.
Un primissimo tentativo di progetto di tramvia a trazione equina, poi fallito, risale al 1878 quando il Comune di Monreale chiese alla Società Tramways di Palermo di «aversi eseguita e condotta fino a Monreale la linea del Tramway». A tal fine il Comune di Monreale inoltrò una richiesta di prestito di £ 400.000 alla Cassa di soccorso per le opere pubbliche di Sicilia in Firenze per terminare la costruzione del tratto di strada che da Palermo porta alla borgata Rocca e costruire ex novo la strada dalla borgata Rocca fino a Monreale..
Già nel 1886 la municipalità di Monreale aveva tentato di far approvare un suo progetto di tranvia e nel 1887 aveva addirittura stipulato un contratto per la sua costruzione; si trattava di una tranvia a vapore, che non vide la luce perché qualche anno dopo l'impresa appaltante era fallita e i lavori si erano del tutto bloccati.
Il contrattempo mise in luce alcune problematiche prima sottovalutate: la poca potenzialità intrinseca della trazione a vapore tranviaria su tratta molto acclive e le difficoltà di frenatura in discesa. Infatti la tratta progettata raggiungeva pendenze di tutto rispetto di oltre il 75 per mille.

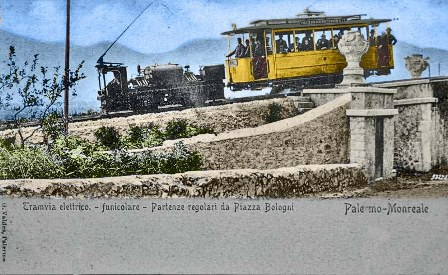
Tratto a funicolare (cartolina colorata a mano)

Venne quindi studiata una soluzione del tutto nuova; la linea avrebbe superato il dislivello di 184 m esistente dalla borgata palermitana denominata Rocca di Monreale alla periferia del comune di Monreale per mezzo di un sistema a funicolare di particolare progettazione e sarebbe stata a trazione elettrica a 600 V a corrente continua.
Successivamente alla costruzione della tranvia interurbana di Monreale la linea proveniente da piazza Bologni venne allacciata ad essa e le stesse vetture tranviarie proseguivano fino a Monreale spinte da appositi carri elettrici di trazione e freno.
Il servizio, inaugurato il giorno 11 febbraio 1900, incontrò un immediato successo e funzionò ininterrottamente fino alla fine del 1941 quando venne affiancato da un servizio di filobus e poi sospeso fino al 1944. In tale anno e fino al 1946 problemi di ricambi ai filobus portarono alla riattivazione per due anni ancora del sistema tranviario.

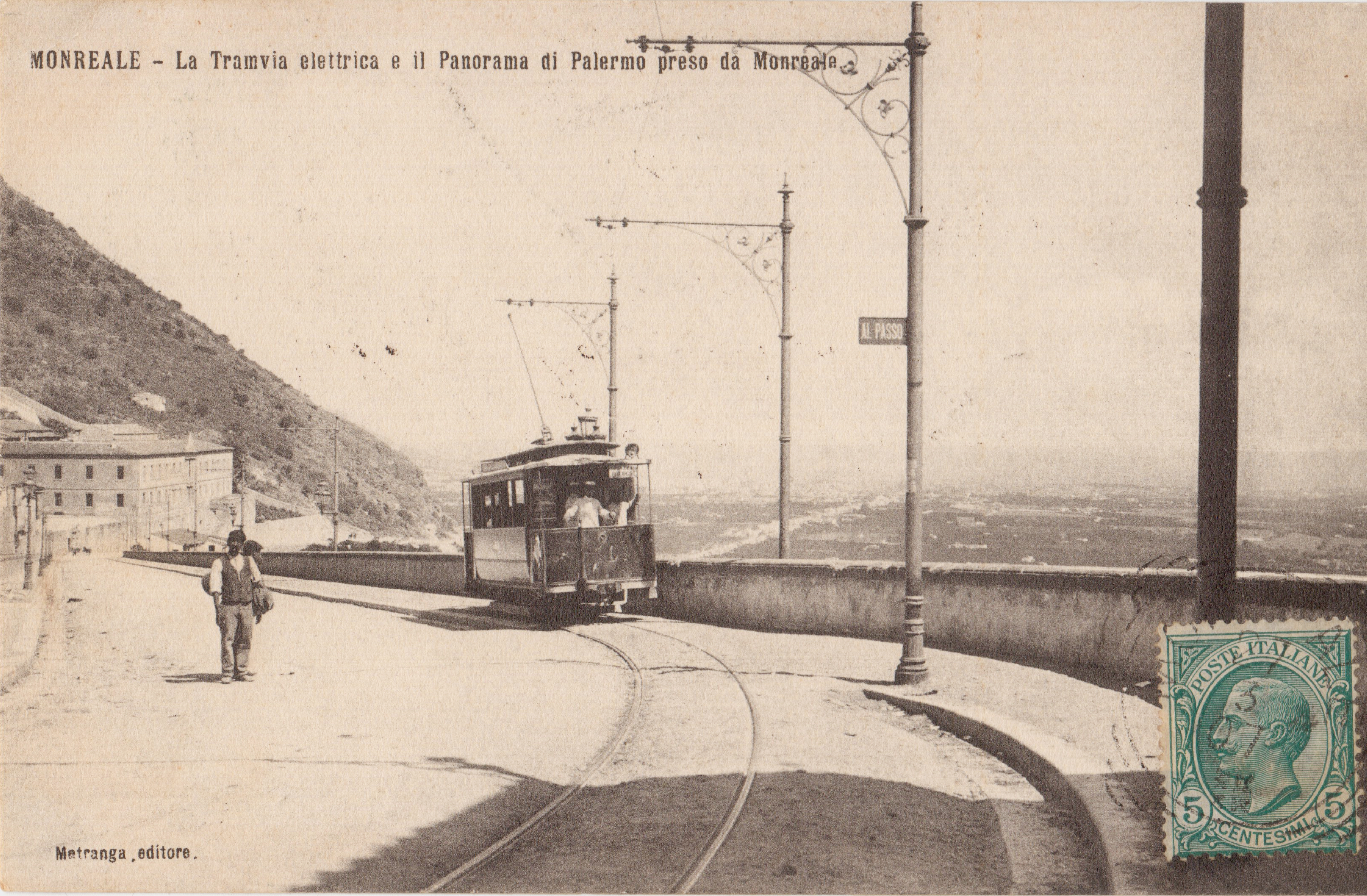
Tramvia elettrica e il panorama di Palermo preso da Monreale - Cartolina d'epoca del 1907.

Il servizio, nella cui gestione si erano nel frattempo succeduti diversi gestori, ultimo dei quali la Società Anonima Siciliana Trasporti, si protrasse fino al 1946 anno in cui fu definitivamente soppresso e sostituito da una linea filoviaria.

## Caratteristiche
| Unknown route-map component "exCONTg" |

| Unknown route-map component "exBHF" |

| Unknown route-map component "exSTR" | Unknown route-map component "uexKBHFa" |  |

| Unknown route-map component "exSTR" | Unknown route-map component "uexBHF" |  |

| Unknown route-map component "exSTRl" | Unknown route-map component "uexmKRZu" | Unknown route-map component "exSTR+r" |

|  | Unknown route-map component "uexBHF" | Unknown route-map component "exSTR" |

|  | Unused straight waterway | Unknown route-map component "exCONTf" |

|  | Unknown route-map component "uexKBHFe" |

Il tracciato della tranvia, che si sviluppava per 2,045 km, risultava pressoché parallelo rispetto a quello della progettata ferrovia Palermo-Salaparuta, poi realizzata solo in parte e che aveva proprio a Monreale una delle stazioni.
La tratta, in sede propria, venne divisa in tre parti: da Palermo fino alla borgata, normale trazione tranviaria a semplice aderenza, dalla Rocca di Monreale in poi, per un'estesa di 200 m vi era il binario unico, per ulteriori 1079 m il tratto a doppio binario a funicolare e per gli ultimi 766 m di nuovo il binario unico e trazione a normale aderenza. L'armamento vide l'uso di rotaie Vignoles da 24 kg/m nella tratta funicolare e di rotaie Phoenix nelle tratte urbane. Le rotaie erano montate su traverse metalliche.
Nel tratto a funicolare si raggiungeva la pendenza massima del 120 per mille.
La soluzione realizzata, per il superamento della pendenza era frutto di un progetto dell'ingegner Ernesto Rademacher che era stato brevettato e realizzato dalla Società continentale di imprese elettriche di Norimberga a cui si era associata per le parti elettriche la Società anonima di elettricità Schuckert & Co anch'essa di Norimberga; la progettazione dell'impianto siciliano venne curata da Alessandro Ferretti.
La tratta a funicolare era stata realizzata a doppio binario, a scartamento 1000 mm come il resto delle tranvie palermitane, costituito da tre rotaie che nel punto centrale della tratta si allargava diventando a 4 rotaie per consentire l'incrocio dei tram. Al centro di ognuno dei due binari affiancati era inserito un altro binario a scartamento 580 mm su cui circolavano speciali veicoli forniti di attrezzature di trazione e freno che avevano la particolarità, una volta giunti ai piedi della rampa, di scendere sottoterra assieme al proprio stretto binario. Una volta arrestatisi il tram ripartiva con i propri mezzi passandovi sopra. Lo spintore a funicolare era così pronto per il successivo tram.
La trazione mista tram-funicolare, oltre a questo peculiari impianto, fu adottata anche in altri due impianti italiani, la cosiddetta trenovia Trieste-Opicina e l'automotofunicolare di Catanzaro.